# Ollie (cantante)
Ollie, pseudonimo di Olli-Matti Kalliosaari (Jakobstad, 29 aprile 1994), è un cantante finlandese.

## Biografia
Nato a Jakobstad, ha intrapreso la carriera musicale nel 2016, anno in cui ha firmato un contratto discografico con la divisione finlandese della Universal Music Group e la M-Eazy Music. Nello stesso anno è stato messo in commercio il suo singolo di debutto Ongelma, che ha raggiunto lo stato di platino con oltre 40 000 unità vendute in Finlandia ed ha esordito alla 12ª posizione della Suomen virallinen lista. Il singolo è contenuto nel primo album in studio Villi sydän, che è divenuta la prima top ten dell'artista nella classifica dei dischi nazionale, poiché si è collocato al 9º posto. Il successo ottenuto nel 2018 ha fruttato all'artista una candidatura agli Emma gaala nella categoria di rivelazione dell'anno.
I singoli Ainakin mä rakastin, Naimisiin, Älä riko mua enää e Aavikolla, presenti nel secondo album in studio Laulut pimeän jälkeen, sono stati candidati agli Emma gaala nella categoria di schlager dell'anno. Il disco, uscito nel 2021 per mezzo della Sony Music Finland, ha fatto il proprio ingresso nella classifica nazionale all'8º posto.
Il terzo LP, dal titolo Kuolematon, è stato messo in commercio nell'ottobre 2024 ed è anch'esso entrato nella top 50.

## Discografia

### Album in studio
- 2018 – Villi sydän
- 2021 – Laulut pimeän jälkeen
- 2024 – Kuolematon

### Singoli
- 2016 – Ongelma
- 2016 – Soita mua
- 2017 – Terkkui exille (feat. Sonny)
- 2017 – Haluun enemmän
- 2017 – Sä et oo sä
- 2018 – Valot
- 2018 – Vaan me
- 2018 – Lumihiutaleet
- 2019 – Täällä palaa valo
- 2020 – Ainakin mä rakastin
- 2020 – Naimisiin
- 2020 – Älä riko mua enää
- 2020 – Aavikolla
- 2021 – Vesper
- 2022 – Kaksi sydäntä
- 2022 – Kapinallinen
- 2023 – Teeskennellään
- 2023 – Hellettä
- 2024 – Jumalat
- 2024 – Salaisuus